# Gianrico Tedeschi
Gianrico Tedeschi (Milano, 20 aprile 1920 – Pettenasco, 27 luglio 2020) è stato un attore e doppiatore italiano.

## Biografia
Studente alla facoltà di Magistero della Cattolica di Milano, durante la seconda guerra mondiale fu chiamato alle armi come ufficiale e partecipò alla campagna di Grecia; fatto prigioniero dopo l'armistizio, venne internato tra gli IMI nei campi di Beniaminów, Sandbostel e Wietzendorf. Nella prigionia conobbe un altro internato destinato a diventare celebre, Giovannino Guareschi. A Sandbostel recitò per la prima volta nella parte di Enrico IV nell'omonima opera di Pirandello.

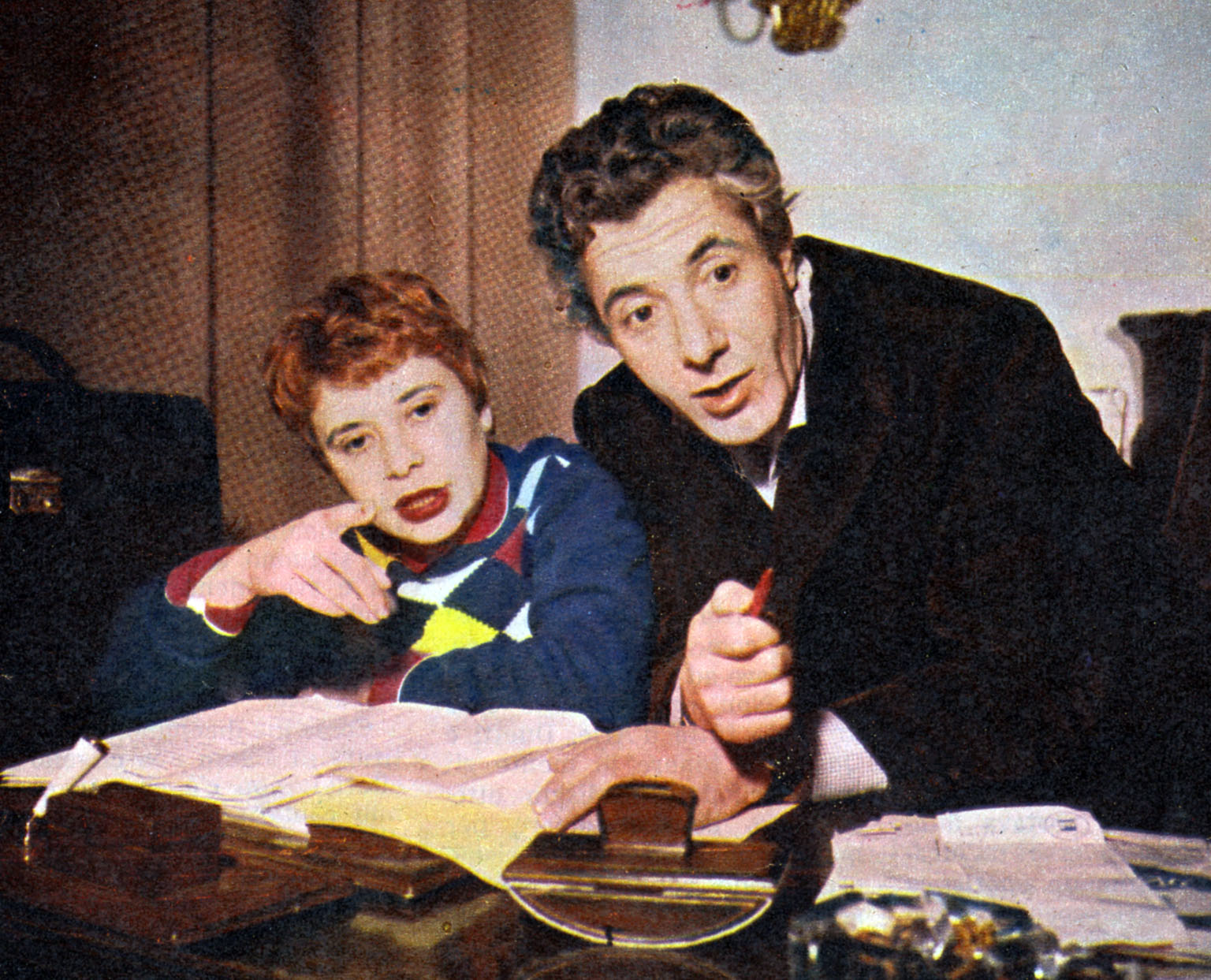
Bice Valori e Gianrico Tedeschi nel 1957

Nel 1947, mentre si diplomava all'Accademia d'arte drammatica "Silvio d'Amico" di Roma, ebbe anche il suo esordio teatrale sotto la guida di Giorgio Strehler. Negli anni successivi recitò in varie compagnie e in diversi teatri, tra i quali lo Stabile di Roma, cimentandosi anche nella rivista e nella commedia musicale (nel 1961 Enrico '61 e nel 1963 My Fair Lady, di Garinei e Giovannini). Nel 1950 è Feste ne La dodicesima notte di William Shakespeare, per la regia di Orazio Costa, con attori come Giorgio De Lullo, Camillo Pilotto, Salvo Randone, Nino Manfredi, Rossella Falk, Anna Proclemer, al Castello di San Giusto per il Teatro Verdi (Trieste).
Attore di grande versatilità e di peculiare umorismo, fu uno dei protagonisti della prosa televisiva (I giocatori, Tredici a tavola e La professione della signora Warren, per citare solo alcuni titoli), ma offrì prove brillanti anche nello spettacolo leggero: nel 1961 affiancò Bice Valori e Lina Volonghi nel varietà di Falqui Eva ed io e nel 1977 partecipò a Bambole, non c'è una lira. Prese parte anche ai grandi sceneggiati della Rai, interpretando, tra gli altri, personaggi come Marmeládov in Delitto e castigo (1963), Sorin ne Il gabbiano (1969) e Paolino in Demetrio Pianelli (1963). Nel 1960 prese parte al film Adua e le compagne.
Protagonista assiduo della trasmissione pubblicitaria Carosello, alla quale prestò più volte il suo volto buffo e arguto, Tedeschi è ricordato soprattutto come testimonial delle caramelle Sperlari, in scenette trasmesse dal 1974. Sempre negli anni settanta interpretò inoltre, a teatro, Il cardinale Lambertini. Fu il conduttore di turno nel mese di ottobre 1970 di "Voi ed Io" lo storico programma d'intrattenimento radiofonico del mattino tutti i giorni dal lunedì al sabato dalle 9,15 alle 11,30 sul Programma Nazionale Radiorai. Nella stagione 1972-73 partecipò anche alla trasmissione radiofonica Gran varietà, condotta da Raffaella Carrà, nel ruolo del Conversevole della Domenica, un oratore che si esprime in un linguaggio ricercato per un pubblico che lo comprende solo a tratti.
Fra la fine degli anni '90 ed inizio anni 2000, divenne testimonial degli spot Philadelphia, affiancando inizialmente l'attrice Kelly Hu nei panni della famosa Kaori, per poi sostituirla definitivamente.
Nel 2000 rinnovò il suo successo teatrale interpretando la malinconica pièce Le ultime lune di Furio Bordon (precedentemente affidato a Marcello Mastroianni, alla sua ultima apparizione teatrale), che portò in scena per dieci stagioni (fino al 2010).
Nel 2011 fu l'industriale Oldfield ne La compagnia degli uomini di Edward Bond, una produzione del Piccolo Teatro di Milano, con la regia di Luca Ronconi. Per questa interpretazione vinse il Premio Ubu come migliore attore.
Il 20 aprile 2020 festeggiò 100 anni di età, ricevendo un messaggio di auguri del Presidente della Repubblica Sergio Mattarella. Muore il 27 luglio dello stesso anno, nella sua casa di Crabbia di Pettenasco, sulla sponda est del Lago d'Orta. Dopo la cremazione, avvenuta a Domodossola, le ceneri sono state conservate in casa, dalla seconda moglie Marianella Laszlo, conosciuta nel 1968. Aveva due figlie, Sveva, anch'ella attrice, ed Enrica, docente universitaria di sociologia, avuta dal primo matrimonio.

## Filmografia
- Il padrone del vapore, regia di Mario Mattoli (1951)
- Noi due soli, regia di Marino Girolami, Vittorio Metz e Marcello Marchesi (1952)
- Opinione pubblica, regia di Maurizio Corgnati (1954)
- Gli ultimi cinque minuti, regia di Giuseppe Amato (1955)
- Bravissimo, regia di Luigi Filippo D'Amico (1955)
- I pappagalli, regia di Bruno Paolinelli (1955)
- Susanna tutta panna, regia di Steno (1957)
- Femmine tre volte, regia di Steno (1957)
- Carmela è una bambola, regia di Gianni Puccini (1958)
- Caporale di giornata, regia di Carlo Ludovico Bragaglia (1958)
- La legge, regia di Jules Dassin (1959)
- Non perdiamo la testa, regia di Mario Mattoli (1959)
- La cento chilometri, regia di Giulio Petroni (1959)
- L'impiegato, regia di Gianni Puccini (1960)
- Cartagine in fiamme, regia di Carmine Gallone (1960)
- Adua e le compagne, regia di Antonio Pietrangeli (1960)
- Il federale, regia di Luciano Salce (1961)
- Madame Sans-Gêne, regia di Christian-Jaque (1961)
- La lepre e la tartaruga, episodio di Le quattro verità, regia di Alessandro Blasetti (1962)
- Gli eroi del doppio gioco, regia di Camillo Mastrocinque (1962)
- Tempo di Roma, regia di Denys de La Patellière (1963)
- Illibatezza, episodio di Ro.Go.Pa.G., regia di Roberto Rossellini (1963)
- L'uomo in blue, episodio di I 4 tassisti, regia di Giorgio Bianchi (1963)
- Un marito in condominio, regia di Angelo Dorigo (1963)
- Il ladro della Gioconda, regia di Michel Deville (1966)
- Come imparai ad amare le donne, regia di Luciano Salce (1966)
- Il marito è mio e l'ammazzo quando mi pare, regia di Pasquale Festa Campanile (1968)
- Scusi, lei conosce il sesso?, regia di Vittorio De Sisti (1968)
- Gli infermieri della mutua, regia di Giuseppe Orlandini (1969)
- Brancaleone alle crociate, regia di Mario Monicelli (1970)
- Il merlo maschio, regia di Pasquale Festa Campanile (1971)
- Io non vedo, tu non parli, lui non sente, regia di Mario Camerini (1971)
- Ettore lo fusto, regia di Enzo G. Castellari (1972)
- L'uccello migratore, regia di Steno (1972)
- Frankenstein all'italiana, regia di Armando Crispino (1975)
- La visita, episodio di Spogliamoci così, senza pudor..., regia di Sergio Martino (1976)
- Mimì Bluette... fiore del mio giardino, regia di Carlo Di Palma (1976)
- Il mostro, regia di Luigi Zampa (1977)
- La presidentessa, regia di Luciano Salce (1977)
- Dottor Jekyll e gentile signora, regia di Steno (1979)
- Temporale Rosy, regia di Mario Monicelli (1979)
- Prestazione straordinaria, regia di Sergio Rubini (1994)
- Viva la libertà, regia di Roberto Andò (2013)

## Teatro
- La dodicesima notte, regia di Orazio Costa con Paolo Panelli, Salvo Randone, Nino Manfredi e Bice Valori (1950).
- La vedova scaltra, regia di Giorgio Strehler con Laura Adani, Tino Carraro, Romolo Valli (1953).
- Viaggio a Parigi, regia di Antonello Falqui con Paolo Ferrari, Alberto Bonucci e Maria Grazia Francia (1959)
- Enrico '61, regia Garinei e Giovannini con Renato Rascel, Renzo Palmer, Gisella Sofio e Gloria Paul prima al Teatro Lirico di Milano, 26 novembre 1961.
- My Fair Lady, regia di Garinei e Giovannini, con Delia Scala, Mario Carotenuto (1964).
- Luv, regia di Giuseppe Patroni Griffi con Walter Chiari e Franca Valeri (1966).
- L'opera da tre soldi, regia di Giorgio Strehler con Milva, Domenico Modugno, Gianni Agus e Giulia Lazzarini (1973).
- Arlecchino servitore dei due padroni, regia di Giorgio Strehler con Ferruccio Soleri, Ginella Bertacchi e Angelo Corti (1973).
- Amori miei, regia di Garinei e Giovannini con Ornella Vanoni e Duilio Del Prete (1975)
- No, no, Nanette, regia di Vito Molinari con Claudio Lippi e Elisabetta Viviani (1979)
- Il cardinale Lambertini, regia di Luigi Squarzina, con Felice Leveratto, Enzo Fisichella, Marianella Laszlo e Magda Mercatali  (1982)[4]
- La famiglia dell'antiquario, regia di Gianrico Tedeschi (1986)
- Le smanie per la rivoluzione, regia di Luca De Fosco (1989).
- Noblesse oblige, di Luigi Santucci, regia di Andrée Ruth Shammah (1992-1993).
- La compagnia degli uomini, regia di Luca Ronconi (2011).
- Dipartita finale, regia di Franco Branciaroli (2016)

## Prosa televisiva Rai
- La scuola delle mogli, di Molière, regia Corrado Pavolini, trasmesso il 7 ottobre 1955
- Giochi di prestigio, regia di Alberto Gagliardelli (1956)
- Fermenti, regia di Carlo Ludovico Bragaglia, trasmessa il 10 maggio 1957
- Questa o quella, regia di Enrico Colosimo, trasmesso l'11 ottobre 1961
- Il calapranzi, dalla commedia omonima di Harold Pinter, regia di Edmo Fenoglio, trasmessa il 14 ottobre 1967.
- La vedova allegra, di Franz Lehár, regia di Antonello Falqui (1968)
- Lily Champagne, di Giulio Scarnicci e Renzo Tarabusi, regia di Flaminio Bollini (1968)
- Non ti conosco più, di Aldo De Benedetti, regia di Davide Montemurri, trasmessa il 16 marzo 1969.
- Qualcuno bussa alla porta, episodio Il cannocchiale, regia di Carlo Quartucci, trasmesso l'8 gennaio 1971
- Racconti fantastici, di Primo Levi, episodio Il versificatore, regia di Massimo Scaglione (1971)
- Un nemico del popolo, di Henrik Ibsen, regia di Sandro Sequi (1973)
- L'acqua cheta, operetta, regia di Vito Molinari (1974)
- La governante, di Vitaliano Brancati, regia di Giorgio Albertazzi, trasmessa il 14 ottobre 1978
- Il mercante di Venezia di William Shakespeare, regia di Gianfranco De Bosio, trasmessa il 23 marzo 1979.
- Ona famiglia de cialapponi, di Carlo Dossi, regia di Mario Morini, trasmesso il 7 marzo 1980[5]

## Prosa radiofonica Rai
- Proibito suicidarsi in primavera, commedia di Alejandro Casona, regia di Guglielmo Morandi, trasmessa il 17 luglio 1950
- Debutto, di Sergio Tofano, regia di Guglielmo Morandi, trasmessa il 3 agosto 1952
- Il candeliere, di Alfred de Musset, regia di Guglielmo Morandi, trasmessa il 7 febbraio 1953.
- E chi si è visto si è visto, regia di Luciano Mondolfo, 1957.
- Il caso Papaleo di Ennio Flaiano, regia di Luciano Mondolfo, trasmessa il 18 febbraio 1963.
- Intervista all'autore, di Jean Anouilh, regia di Luciano Mondolfo, trasmessa il 5 aprile 1965

## Carosello
Gianrico Tedeschi partecipò a numerose serie della rubrica pubblicitaria televisiva Carosello:
- nel 1957, insieme a Bice Valori, pubblicizzò lo scooter Lambretta della Innocenti;
- nel 1958 e 1959, con Alberto Archetti, Ermanno Roveri e Angela Lavagna, i tessuti in Terital, Nailon Scala d'Oro della Rhodiatoce;
- nel 1961 e 1962, il dado Knorr;
- nel 1967, l'olio di oliva Sagra;
- nel 1968, insieme a Valeria Fabrizi, l'olio Liquigas della Esso;
- nel 1971, le macchine per cucire Singer;
- dal 1974 al 1976, (dalla seconda metà di periodo insieme a Renato Tovaglieri) i cofanetti di caramelle Sperlari.

## Doppiaggio
- Charles Boyer in A piedi nudi nel parco
- Walter Matthau in È ricca, la sposo e l'ammazzo, Appartamento al Plaza
- Michel Simon in La più bella serata della mia vita
- Ivo Garrani in Ragazze da marito
- Ward Bond in Le ali delle aquile
- James Ellison in Sette settimane di guai
- Steven Geray in Il grande cielo
- Georges Wilson in Il generale dorme in piedi, Ecco noi per esempio...
- Spike Milligan in I tre moschettieri
- Michael Hordern in La scarpetta e la rosa
- Buddy Baer in Africa strilla
- Dennis O'Keefe in Una gabbia di matti
- Ewan Roberts in Il giorno dei Trifidi
- Alfred Adam in Maigret a Pigalle

## Riconoscimenti
- Premio Ubu
  - 1997/1998 - Miglior attore per Il riformatore del mondo di Thomas Bernhard
  - 2010/2011 - Miglior attore per La compagnia degli uomini di Edward Bond